# Sociedade de Entomológica Krefeld
A Sociedade de Entomológica Krefeld (em alemão:  Krefeld Entomologische Gesellschaft) é uma associação fundada em 1905 no espaço natural de Niederrhein, baseada na participação informada, consciente e voluntária, de centenas de cidadãos, que está localizada principalmente na Renânia do Norte-Vestfália. A associação registra a população de espécies de insetos e suas mudanças, e realiza estudos sobre a ecologia e distribuição das espécies individuais.

## Descobertas
Krefeld Entomological Society encontrou declínios dramáticos em mais de uma dúzia de sítios de uma massa total de captura de insetos consistentimente de quase 80%  a partir de 1989 até 2014.

## Curadores
- Ernst Puhlmann (1864–1959), de antes da Segunda Guerra Mundial até 1943
- Bruno Maixner (1902–1999) de 1943 a 1958
- Siegfried Cymorek (1927–1987) de 1958 a 1987
- Martin Sorg, desde 1987[4]